# Melibe liltvedi
Melibe liltvedi is een slakkensoort uit de familie van de Tethydidae. De wetenschappelijke naam van de soort is voor het eerst geldig gepubliceerd in 1987 door Gosliner.